# Claudio Echeverri
Claudio „Diablito” Echeverri (właśc. Claudio Jeremías Echeverri; ur. 2 stycznia 2006 w Resistencii) – argentyński piłkarz, występujący na pozycji ofensywnego pomocnika lub skrzydłowego w angielskim klubie Manchester City.
Uczestnik Mistrzostw Świata U-17 2023.

## Statystyki

### Klubowe
Na podstawie:
| Klub            | Sezonów | Liga             | Liga  | Liga   | Puchar krajowy | Puchar krajowy | Kontynentalne | Kontynentalne | Suma  | Suma   |
| Klub            | Sezonów | Liga             | Mecze | Bramki | Mecze          | Bramki         | Mecze         | Bramki        | Mecze | Bramki |
| --------------- | ------- | ---------------- | ----- | ------ | -------------- | -------------- | ------------- | ------------- | ----- | ------ |
| CA River Plate  | 1       | Primera División | 5     | 0      | 1              | 0              | –             | –             | 6     | 0      |
| Manchester City | 1       | Premier League   | 1     | 0      | 0              | 0              | –             | –             | 0     | 0      |
|                 | Łącznie | Łącznie          | 6     | 0      | 1              | 0              | 0             | 0             | 6     | 0      |

### Reprezentacyjne
Na podstawie:
| Mecze w reprezentacji podczas Mistrzostw Świata U-17 2023 | Mecze w reprezentacji podczas Mistrzostw Świata U-17 2023 | Mecze w reprezentacji podczas Mistrzostw Świata U-17 2023 | Mecze w reprezentacji podczas Mistrzostw Świata U-17 2023 | Mecze w reprezentacji podczas Mistrzostw Świata U-17 2023 | Mecze w reprezentacji podczas Mistrzostw Świata U-17 2023 | Mecze w reprezentacji podczas Mistrzostw Świata U-17 2023 | Mecze w reprezentacji podczas Mistrzostw Świata U-17 2023 |
| Lp.                                                       | Data                                                      | Miasto                                                    | Przeciwnik                                                | Wynik                                                     | Gole                                                      | Inne                                                      | Faza rozgrywek                                            |
| --------------------------------------------------------- | --------------------------------------------------------- | --------------------------------------------------------- | --------------------------------------------------------- | --------------------------------------------------------- | --------------------------------------------------------- | --------------------------------------------------------- | --------------------------------------------------------- |
| 1.                                                        | 11.11.2023                                                | Bandung                                                   | Senegal U-17                                              | 1:2 (0:2)                                                 |                                                           | 24'                                                       | Faza grupowa                                              |
| 2.                                                        | 14.11.2023                                                | Bandung                                                   | Japonia U-17                                              | 3:1 (2:0)                                                 | 5'                                                        |                                                           | Faza grupowa                                              |
| 3.                                                        | 17.11.2023                                                | Dżakarta                                                  | Polska U-17                                               | 4:0 (1:0)                                                 |                                                           |                                                           | Faza grupowa                                              |
| 4.                                                        | 21.11.2023                                                | Bandung                                                   | Wenezuela U-17                                            | 5:0 (3:0)                                                 | 32'                                                       |                                                           | 1/8 finału                                                |
| 5.                                                        | 24.11.2023                                                | Dżakarta                                                  | Brazylia U-17                                             | 3:0 (1:0)                                                 | 28', 58', 71'                                             |                                                           | Ćwierćfinał                                               |
| 6.                                                        | 28.11.2023                                                | Surakarta                                                 | Niemcy U-17                                               | 3:3 (k. 2:4)                                              |                                                           | asysta                                                    | Półfinał                                                  |
| 7.                                                        | 01.12.2023                                                | Surakarta                                                 | Mali U-17                                                 | 0:3 (0:2)                                                 |                                                           |                                                           | Mecz o 3. miejsce                                         |

## Sukcesy
Na podstawie:

### Klubowe
Z CA River Plate:
- Mistrz Argentyny 2023
- Puchar Ligi 2022/23

### Indywidualne
- Mistrzostwa Ameryki Południowej U-17 2023 (Król Strzelców)